# Mr. Long
Mr. Long (* 19. März 1978; bürgerlich Aldo Ferzan Cataldi) ist ein aus Berlin stammender, deutscher Rapper. Bass Sultan Hengzt und Gino Cazino sind seine jüngeren Brüder und ebenfalls im Rap-Geschäft tätig.

## Biografie
1992 begann er zusammen mit Frauenarzt zu rappen. Sein Debüt auf einem Tonträger gab Mr. Long 1998 auf „BC“-Tape von Frauenarzt. Es folgten viele weitere Features auf Veröffentlichungen von anderen Künstlern der Berliner Untergrund-Szene, wie King Orgasmus One und MC Basstard. Er veröffentlichte zusammen mit Frauenarzt das Album Porno Party. 2004 folgte Mr. Long seinem Bruder Bass Sultan Hengzt zu Amstaff Muzik, wo er auch sein Solodebütalbum Dreckiger Hund veröffentlichte und die dazugehörige Singleauskopplung Sexy Ärsche. 2005 erschien mit Porno Party 2 das zweite Album in Zusammenarbeit mit Frauenarzt. Das Album wurde kurze Zeit später auf Grund der pornografischen Texte indiziert. Beim Splash im selben Jahr, traten Mr. Long und Frauenarzt auf und rappten Lieder dieses Albums.
2008 stieg Mr. Long aus dem Rapgeschäft aus.

## Diskografie
Alben
- 2002: Porno Party (Mr. Long & Frauenarzt) (Rap Haus Records) (indiziert)
- 2004: Dreckiger Hund (Amstaff Muzix)
- 2005: Porno Party 2 (Mr. Long & Frauenarzt) (Rap Haus Records) (indiziert)

Singles
- 2004: Sexy Ärsche

## Filme
- 2004: Berlin Untergrund  (Gastpart)
- 2006: Berlin bleibt hart Tour DVD (Amstaff/Mehr Kohle) (DVD-Veröffentlichung)

| Personendaten    | Personendaten                          |
| ---------------- | -------------------------------------- |
| NAME             | Mr. Long                               |
| ALTERNATIVNAMEN  | Cataldi, Aldo Ferzan (wirklicher Name) |
| KURZBESCHREIBUNG | deutscher Rapper                       |
| GEBURTSDATUM     | 19. März 1978                          |